# 센코
센코(영어: Senko Co., Ltd.)는 대한민국의 가스 검지기(가스 센서) 기업이다. 본사는 경기도 오산시 외삼미동 485에 위치해 있으며 대표이사는 하승철이다.

## 상장
2020년 10월 29일에 주관사를 한국투자증권으로 공모가 13,000원에 코스닥 시장에 상장하였다.

## 같이 보기
- TS인베스트먼트

## 참고문헌
1. ↑  TS인베 맞이한 센코, '공동경영'으로 성장 드라이브 시동 블로터 2025-08-19
2. ↑  신사옥 마련해 입주한 ㈜센코 하승철 대표 이사 “5년 내 가스 검지기 글로벌 시장 10% 점유”, 가스뉴스, 2023.11.07
3. ↑  센코, 휴대용 가스 검지기 우크라이나 인증 갱신 추진, 센TV, 2023-06-28
4. ↑  하승철 센코 대표 "국내 유일 전기화학식 가스 센서로 글로벌 도약", ET뉴스, 2023-01-24